# Луис Хавијер Москера
Луис Хавијер Москера Лозано (шп. Luis Javier Mosquera Lozano; 27. март 1995) је колумбијски дизач тегова. На Олимпијским играма у Рио де Жанеиру  освојио је бронзану медаљу. Москера је завршио четврти, али неколико дана касније дизач тегова из Киргистана који је завршио на трећем месту био је позитиван на допинг тесту, те је бронзана медаља додељена Москери.
2011. је освојио злато на Светском првенству за младе, а 2014. и 2015. на Светском првенству за јуниоре.

## Спољашњи извори
- Профил на сајту Међународне федерације за дизање тегова Архивирано на веб-сајту  (27. јун 2021)